# 源久也
源久也（日语：源 久也，1月2日—），日本女性漫畫家、插畫家。出身於愛媛縣，居住於東京都。O型血。有限公司Moon Phase成員。
她的作品主要從事和遊戲關連的漫畫選集創作。以及同人團體「超」主宰，除了她自己的原創作品之外，也有發表戲仿為主題的創作。

## 人物、經歷
小學低年級開始畫漫畫，並說「長大之後要成為漫畫家」。
長年來主要從事同人活動的執筆，其中以和藤枝雅及共同執筆較多。
興趣是觀賞音樂劇。其中特別喜歡的是四季劇團演的音樂劇CATS，並每年定期前往觀賞。
有飼養一隻兔子。名字叫。

## 作品一覧

### 漫畫
※部分作品日文直譯。
一迅社發行
- （《[es] ～～ Vol.1》，DNA工作室）－收錄在單行本第1冊。
- 妳的名字（《[es] ～～ Vol.2》）－收錄在單行本第1冊。
- （《Comic百合姬S（日语：コミック百合姫S）》Vol.11－Vol.14，《Comic百合姬》2011年1月號－2013年3月號）
- 歲納京子與我。還有鼻血。（《輕鬆百合 漫畫選集》）
- 記念日（《輕鬆百合 漫畫選集 Vol.3》）
- 林檎召上（《Comic百合姬》2013年9月號）
- 彼女（《Comic百合姬》2013年11月號）
- 學園近距離戀愛怪談（《Comic百合姬》2014年1月號）
- 世界到處充滿百合。（《Comic百合姬》2014年3月號）
- （《Comic百合姬》2014年5月號）
- 私（《Comic百合姬》2014年7月號）
- 岸壁百合花（《Comic百合姬》2014年9月號）

KADOKAWA發行
- （《電擊帝王（日语：電撃帝王）》Vol.3，MediaWorks）－收錄在單行本（藤枝雅著）第1冊。
- Alice Quartet OBBLIGATO（《月刊Comp Ace》Vol.001－2008年1月號，角川書店）－MooNPhase（原作）、藤枝雅（共著）台灣角川
- 貓神大人（《電撃帝王》Vol.5－Vol.9，MediaWorks）[6]
- （《COMIC CUNE》2015年10月號－，Media Factory策劃）

### 插圖
- 交換卡片遊戲『Weiß Schwarz』（武士道）[8]
- 交換卡片遊戲『東方銀符律』（SILVER BLITZ）[2]
- 電視動畫『犬神同學和貓山同學』第10話片尾插圖

### 書籍

#### 漫畫單行本
- MooNPhase（原作）、藤枝雅&源久也（漫畫）《Alice Quartet OBBLIGATO》、角川書店〈角川Comics（日语：KADOKAWAの漫画レーベル#角川書店）〉，2008年1月23日，全1冊，A5印刷 ISBN 978-4-04-854145-9
- 一迅社〈百合姬Comics〉2011年－2013年，全2冊，A5印刷
  1. 2011年8月18日 ISBN 978-4-7580-7164-2
  2. 2013年4月18日 ISBN 978-4-7580-7238-0
- 一迅社〈百合姬Comics〉，2014年11月18日，全1冊，A5印刷 ISBN 978-4-7580-7374-5
- 《 ～》一迅社〈百合姬Comics〉2014年11月18日，全1冊，A5印刷 ISBN 978-4-7580-7375-2

## 外部連結
- （日語）－源久也的官方個人網站。
- 源久也的X（前Twitter） （日語）
- 源久也的pixiv （日語）